# ドリュベック
ドリュベック（仏: Drubec）は、フランスのノルマンディー地域圏、カルヴァドス県に属するコミューン。

## 地理
県都カーンから東に35km、リジューから北西に15kmほどいった盆地に位置する。ノルマンディー高速道路が東西に走る街道筋。これといった集落はなく、田園地帯に点在する家屋を括って一つのコミューンとしている。北でボーモン＝アン＝オージュと、東でクラルベックと、南でヴァルズメと、西でアヌボーとそれぞれ接する。

## 行政
- 首長 - ジャン＝クロード・アレ（Jean-Claude Allais、無所属、1995年6月から）
- 前首長 - リュシアン・リジェ（Lucien Liger）

## 人口の推移[1]
| 1962年 | 1968年 | 1975年 | 1982年 | 1990年 | 1999年 | 2006年 | 2007年 |
| ------ | ------ | ------ | ------ | ------ | ------ | ------ | ------ |
| 114    | 109    | 84     | 85     | 95     | 112    | 110    | 112    |